# Старкова Марія Митрофанівна
Професор Марі́я Митрофа́нівна Старкова (нар. 1 серпня 1888, Одеса, Херсонська губернія, Російська імперія — пом. 8 червня 1970, Одеса, Українська РСР, СРСР) — українська піаністка та педагог, 1946 — заслужена діячка мистецтва УРСР.

## Життєпис
Марія Митрофанівна Старкова народилася 1 серпня 1888 року в українському місті Одеса, що на той час входило до складу Херсонської губернії Російської імперії.
1904 року почала навчання на фортепіано в Іллі Айсберга. 1912 року закінчила Санкт-Петербурзьку консерваторію — навчалася у Володимира Дроздова та Фелікса Блуменфельда.
1912 року почала концертну та педагогічну діяльність у Кишиневі.
З 1913 року викладала в Одеській консерваторії, 1926 — професор, керувала методичним відділенням фортепіанного факультету.
1933 року разом з Петром Столярським, А. Л. Коганом, Бертою Рейнгбальд та іншими брала участь в організації музичної школи-десятирічки (згодом названа на честь Петра Столярського).
У 1941—1944 роках — в евакуації, викладала гру на фортепіано в музичному училищі Куйбишева.
Серед її учнів — Р. А. Брановська, Людмила Гінзбург, Яків Зак, Серафима Могилевська тощо.